# 坪山街道
坪山街道是中华人民共和国广东省深圳市坪山区下辖的一个街道，位於深圳東北部。

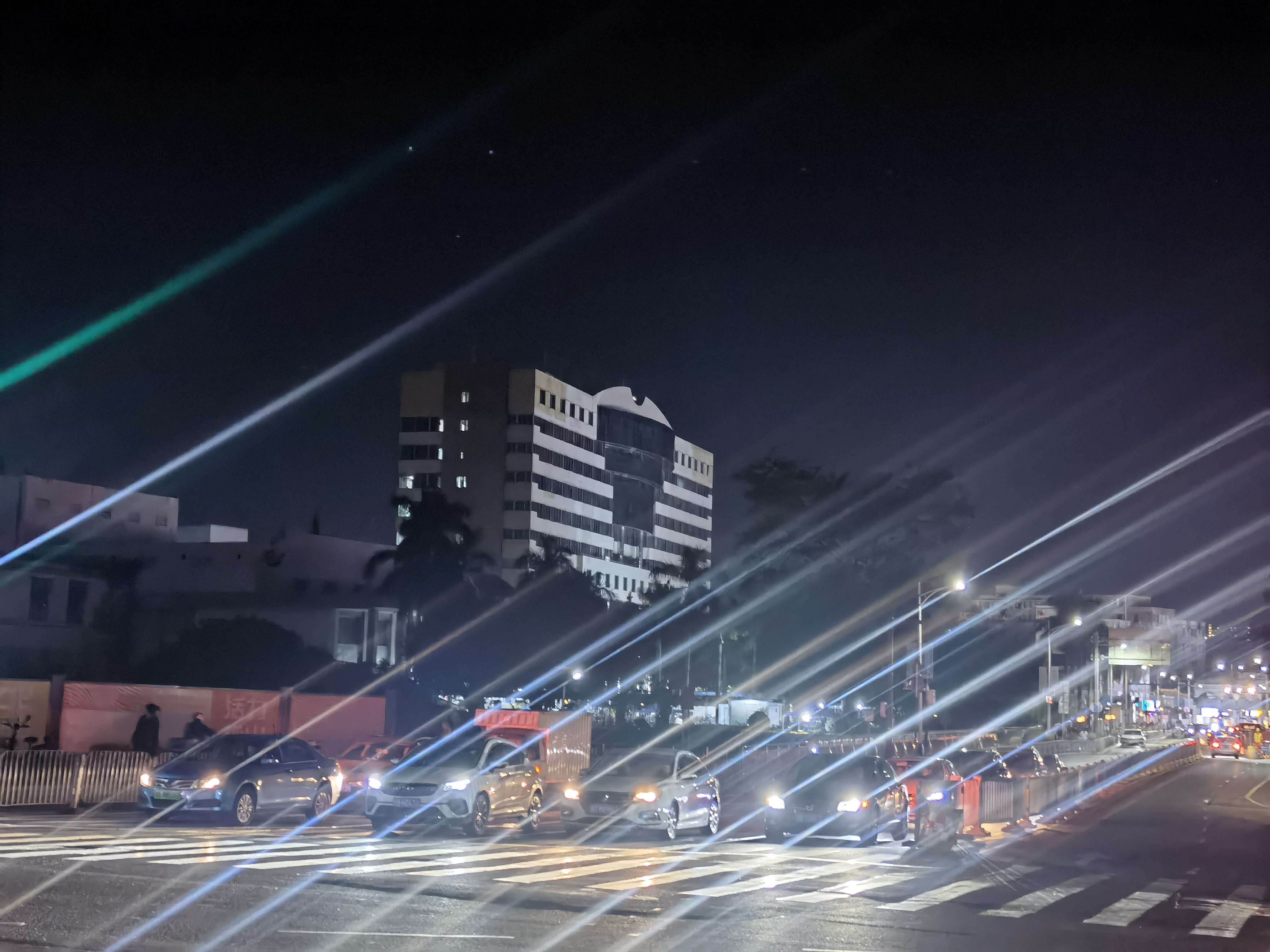
坪山街道办事处大楼,也是原坪山镇政府大楼

## 地理
轄區北及东接龙田街道、南接碧岭街道和马峦街道、西接龙岗街道，是坪山区政府驻地。
辖区面积 11.78 平方公里，常住总人口约 8.2 万人，实际管理人口约 13.55 万人，其中户籍人口约 1.6 万人（2016年5月）。

## 經濟
坪山街道內主要以製造業為主。深圳市知名的深圳市大工业区（现已改名深圳坪山综合保税区）部分位于坪山街道内。

## 行政區劃
坪山街道現有社區居（村）委會數4個：
六联社区、六和社区、坪山社区和和平社区。